# Teanaustayaé
Teanaustayaé (Teanaustaye), jedno od najvažnijih hjuronskih sela u Ontariju, Kanada. Godine 1638. iz sela Ihonatiria tamo je preseljena misija St. Joseph. Selo se nalazilo blizu današnjeg Hillsdalea. Deset godina kasnije (1648) uništili su ga Irokezi, a tom prilikom 4. srpnja ubijen je u selu i prvi hjuronski misionar Anthony Daniel.  Proglašen je mučenikom i Kanoniziran 1930. od Pape Pije XI.

## Vanjske poveznice
- The Beaver Wars  Arhivirana inačica izvorne stranice od 21. veljače 2005. (Wayback Machine)